# Тим (річка, Сахалін)
Тим (рос. Тымь; з нівхської мови — «нерестова річка») — річка на острові Сахаліні; протікає Тимовським та Ноглицьким міськими округами Сахалінської області Російської Федерації. Довжина — 330 км.
Бере початок на південному схилі гори Лопатіна (Східно-Сахалінські гори), в середній течії протікає по Тим-Поронайському долу; впадає двома протоками в Нийську затоку Охотського моря. Середня витрата води за 80 км від гирла 89 м³/сек, біля села Ниш — 82,9 м³/сек. Площа басейну — 7850 км². У басейні понад 400 озер загальною площею 9,38 км².
Живлення змішане, з переважанням снігового. При проходженні тайфунів катастрофічні паводки. Замерзає в листопаді — на початку грудня, розкривається в кінці квітня—травні. Сплавна. Судноплавна в пониззі.